# Tomáš Skuhravý
Tomáš Skuhravý (Český Brod, 7 september 1965) is een Tsjechisch voormalig voetballer.

## Clubcarrière
In het begin van de jaren negentig kwam Skuhravý uit voor Genoa CFC, dat hem overnam van AC Sparta Praag. Daar vormde hij een duo met de Uruguayaan Carlos Aguilera. Tijdens het seizoen 1991-92 haalde Genoa de halve finales van de UEFA Cup, waar het werd uitgeschakeld door AFC Ajax. In 1995 verliet hij Genoa voor Sporting Clube de Portugal, waar hij zijn carrière beëindigde.

## Interlandcarrière
Skuhravý speelde eerst voor het Tsjechoslowaakse nationale elftal en later voor het Tsjechisch nationaal elftal. In 49 interlands scoorde hij 17 doelpunten. Voor Tsjechoslowakije speelde hij 43 wedstrijden en scoorde hij 14 keer, terwijl hij voor Tsjechië 6 wedstrijden speelde waarin hij 3 maal tot scoren kwam. Hij deed mee op het WK 1990 in Italië, waar hij vijf keer het net wist te vinden en tweede werd in de topschuttersstand.